# Management (groupe)
Pour les articles homonymes, voir Management (homonymie).
Management, anciennement Management del dolore post-operatorio, est un groupe italien de rock indépendant, originaire de Lanciano, dans les Abruzzes. Composé par Luca Romagnoli et Marco Di Nardo, respectivement auteur des paroles et compositeur, le groupe connait plusieurs changements de line-up au cours de sa carrière artistique.
Management est souvent cité comme l'un des groupes les plus controversés de la scène indépendante italienne,.

## Histoire
Le groupe se produit d'abord avec Pornobisogno puis avec Norman, et c'est à ce moment que le directeur de la RAI décide d'interrompre la retransmission en direct sans laisser le groupe terminer sa prestation en trois morceaux. Se rendant compte de cette interruption, Luca Romagnoli décide instinctivement de baisser son pantalon en signe de protestation. Ce geste provoque l'interruption du concert du groupe, ce qui entraîne un vif débat sur la moralité,.
En novembre 2016, Naufragando sort comme premier single anticipant le nouvel album, qui enregistre plus de trois millions d'écoutes sur Spotify, suivi en janvier 2017 d'un deuxième single, Un incubo stupendo dont la vidéo est entièrement tournée à Berlin. Il est suivi par le troisième single Il vento.
En juillet 2018, le groupe signe pour Island Records et, avec la production artistique d'Antonio Filippelli, sort le single Kate Moss. Dans le même temps, le nom du groupe est coupé, devenant « Management ».

## Discographie

### Albums studio
- 2012 : Auff!!
- 2014 : McMAO
- 2015 : I Love You
- 2017 : Un incubo stupendo
- 2019 : Sumo
- 2022 : Ansia capitale

### EP
- 2008 : Mestruazioni